# 劍魚座AB
劍魚座 AB是位於劍魚座的前主序星的四合星，主星是一顆活動週期性增加的閃光星。
主星自轉的速率大約是太陽的50倍，因而有強烈的磁場。它也有多於太陽的黑斑，這可能是造成光度在每個軌道期都會變化的原因。由於磁場的作用，測量這顆恆星在赤道的自轉速率也會隨著時間而改變。
這個系統有三個成員，聯星的劍魚座 AB B以135天文單位的平均距離繞著主星；劍魚座 AB C非常靠近主星，距離只有2.3天文單位，軌道週期11.75年。劍魚座AB C是已發現恆星中質量最小的，估計只有木星的93倍，接近恆星質量的下限 － 75-83木星質量，因此被歸類為棕矮星。剑鱼座 AB B星也是一颗双星，它们的距离更短，只有1AU，相当于太阳与地球之间的距离。
這個系統是劍魚座AB移動星群的成員之一，這是一個由大約30顆有著相近的年齡，和向著相同方向移動的恆星組成，尚不足以成為星協的星群。這些恆星可能都是在同一個巨大分子雲中形成的。

## 外部連結
- . SIMBAD: Centre de Données astronomiques de Strasbourg.   [2006-08-25] （英语）.
- . Astronomisches Rechen-Institut Heidelberg. 1998-11-05  [2006-08-25]. （原始内容存档于2006-02-20） （英语）.
- .   [2008-10-05]. （原始内容存档于2012-03-20）.